# The Kingkiller Chronicle
The Kingkiller Chronicle (A Crónica do Regicida (português europeu) ou A Crônica do Matador do Rei (português brasileiro)) é uma trilogia escrita por Patrick Rothfuss que conta a história de 'Kvothe'. Lendário arcanista (Mago) e músico famoso, Kvothe conta sua história a um cronista em três dias. A narrativa se desenvolve em dois tempos diferentes: O presente na qual Kvothe conta sua história à Devan Lochees (Conhecido como O Cronista) e o passado de Kvothe (maior parte da narrativa).

## Volumes
1. Primeiro Dia: O Nome do Vento (Agosto de 2009)[1]
2. Segundo Dia: O Temor do Sábio (lançado em Portugal com o título O Medo do Homem Sábio[2]) (Março de 2011)[3]
3. Terceiro Dia: The Doors of Stone[4] (em tradução livre: "As Portas de Pedra" (mas como são citadas durante o livro)); ainda não publicado.

### Contos Complementares
1. The Lightning Tree (em tradução livre: "A Árvore Relâmpago"). É uma história extra sobre Bast, o discípulo de Kvothe. A história tem apenas 21.000 palavras, e foi publicada na antologia Rogues em outubro de 2014.
2. The Slow Regard of Silent Things. É uma história extra sobre a personagem Auri. A história tem apenas 30.000 palavras, e foi publicada como livro independente em outubro de 2014. No Brasil, foi publicada em Janeiro de 2015 com o nome de A Música do Silêncio
3. How Old Holly Came To Be. É uma história extra sobre o mundo da série Crônica do Matador do Rei . A história foi publicada na antologia Unfettered, lançada em 21 de junho de 2013.

## Estrutura
A série se retrata a biografia do famoso músico, arcanista  e aventureiro chamado Kvothe. Após ganhar notoriedade ainda jovem, ele desaparece da vida pública e é eventualmente rastreado até a hospedaria Marco do Percurso por Devan Lochees, que é conhecido como "o Cronista". O Cronista o convence à contar a história de sua vida o que, segundo Kvothe, levará três dias. Entretanto a história de Kvothe é frequentemente interrompida por intervalos ambientados no "dia atual" da história, durante os quais se torna claro que os faerie, conhecidos pelos locais como demônios, estão aparecendo com frequencia incomum. Em contra partida Bast, aprendiz e amigo de Kvothe, influencia o Cronista para que faça com que Kvothe volte a ser o herói de antigamente.
A história possui dois níveis: Kvothe conta a história da sua vida através de narrativa em primeira pessoa, ao mesmo tempo ocorrem eventos no "tempo presente" que indicam que sua história não está completa. Os três livros são apenas divisões na mesma narrativa, nenhum deles ficando isolado na história.

## Mundo
Kvothe viaja frequentemente e os livros seguem suas aventuras através de várias regiões. No mapa o mundo é tratado como "Os Quatro Cantos da Civilização" sendo dividido em alguns reinos brevemente citados:
- Ceald:
- República:
- Yll:
- Vintas:
- Imperio Aturense:
- Modeg:
- Pequenos Reinos:
- Ademre:

### Universidade
Local onde são lecionadas diversas matérias comuns como Aritmética, Alquimia, Artificiaria, etc. Possui uma estrutura semelhante as universidades de nosso  mundo, contudo, algumas matérias possuem um caráter mágico. As 9 áreas de conhecimento da Universidade e seus regentes são:
Linguística - Mestre Herma.
Alquimia - Mestre Mandrag.
Retórica - Mestre Hemme.
Aritmética - Mestre Brandeur.
Simpatia - Mestre Elxa Dal.
História / Arquivo - Mestre Lorren.
Medicina - Mestre Arwyl.
Artificiaria - Mestre Kilvin.
Nomeação - Mestre Elodin.
A Universidade possui, como caráter mágico, as seguintes disciplinas:
- Siglística:
- Simpatia:
- Nomeação:

Antigamente a Universidade era considerada o único polo de estudo dos quatro cantos.

### Ademre
É o reino onde se encontram os mercenários, que na verdade, são grandes lutadores e guerreiros. Conhecedores da Lethani, filosofia de vida que abrange conduta, valores e disciplina.

## Personagens

### Personagens principais
Kvothe/Kote: é um jovem que amadureceu sozinho e sofridamente no mundo. Descobriu o sentido da vida, o certo e o errado, sem orientação alguma. Sempre vivenciando tudo, momento a momento, ocasião a ocasião. E, ao mesmo tempo, com um pé no passado, tentando recordar quem era sua família e o que se lembra. Kvothe é um jovem muito inteligente, possui uma língua afiada e é um músico talentoso. Ele também é muito curioso, uma característica que frequentemente lhe causa problemas. Às vezes ele age de forma imprudente e impulsiva.
Denna: é uma jovem, linda, cheia de vida e bravura que Kvothe conheceu em uma de suas muitas viagens e tornaram-se amigos. Com algumas curiosidades: suas vidas sempre se cruzam, em diversas situações e ocasiões, de forma esparsa e rápida. Ao mesmo tempo é uma pessoa enigmática, com um passado oculto e o seu presente secreto.
Bast: Aluno de Kvothe nas artes arcanas, depois que este abandonou sua vida de aventuras e vingança. Bast demonstra muita determinação em transformá-lo de volta no que um dia já foi antes de assumir a Marco do Percurso. Chegando extremos de recorrer a manipulação, chantagens e violência para criar situações que despertem seu mestre de sua vida pacata de taverneiro para voltar a ser o herói que um dia já fora.
Ambrose: Estudante (Re'lar) da Universidade. Filho de um nobre, é o principal antagonista de Kvothe. Ao longo da série, Ambrose se esforça para causar a expulsão de Kvothe.
Elodin: Personagem mais misterioso da série, Elodin é o Nomeador-mor. Elodin conhece o Nome do Vento e é ( no primeiro livro ) o único professor a não lecionar nenhuma matéria. Sua característica mais marcante é sua excentricidade.
Simmon: Grande amigo de Kvothe na Universidade. Simmon é filho de um nobre e é um jovem bem carismático e amigável, Kvothe menciona várias vezes que tem muita sorte de ter Simmon como amigo. Simmon gosta de apostar e é três anos mais velho que Kvothe.
Willem: Outro grande amigo de Kvothe na Universidade. Willem é ceáldico e, ao contrário de Simmon, é geralmente estoico. Ele trabalha como escriba no Arquivo.
Auri: Personagem mais enigmática da Universidade, Auri vive nos subterrâneos e perdeu sua sanidade. Kvothe desenvolve uma grande amizade com a mesma e toca alaúde para ela. Auri recebeu um spin-off, com o título de A Música do Silêncio, no Brasil ( The Slow Regard of the Silent Things, no original em inglês.).